# آ دوای
آ دوای (به لاتین: A Doi) در لائوس است که در استان سکونگ واقع شده‌است.